# Dolmen van Lamsoul
De Dolmen van Lamsoul is een dolmen van het type allée couverte gelegen bij Jemelle op het grondgebied van de Belgische gemeente Rochefort. De door megalieten gevormde grafgalerij ligt op een hellende weide een vijftigtal meter van de Rue du Congo. Naast Wéris I en Wéris II is het de enige bewaarde allée couverte in België. Het geheel is na de ontdekking in 1976 opgegraven en daarna weer met aarde bedekt.

## Opgravingen
Het hunebed is in 1971 opgemerkt door Willy Lassance op luchtfoto's. In 1976-1977 is hij door een amateurvereniging opgegraven. Een van de dekstenen lag nog op de draagstenen, de andere waren gevallen. Er werden voorwerpen aangetroffen en beenderen van minstens één kind en één volwassene. Professionele archeologen hielden verdere opgravingscampagnes in 1995-1996 en 2005. Daarna is het geheel weer met aarde overdekt om de oorspronkelijke toestand te herstellen en de poreuze megalieten te beschermen.

## Vaststellingen
De allée couverte is 5,1 meter lang, 2,4 meter breed en 1,1 meter hoog. Hij is gebouwd met stenen uit twee verschillende vindplaatsen in de omgeving en bevatte enkele voorwerpen (een pijlpunt en potscherven) die in verband staan met de Wartbergcultuur en de Seine-Oise-Marnecultuur uit de eerste helft van het derde millennium. Twee koolstofdateringen van de menselijke resten ondersteunen deze toeschrijving (4115 ± 60 BP en 4055 ± 55 BP). Het is niet duidelijk of de volwassene en het kind in dezelfde tijd zijn begraven. De bouwers waren agrariërs uit het late neolithicum die de site gebruikten als collectief graf. Op zeker tijdstip is het bouwwerk met een aarden heuvel overdekt.